# Minderheiten im Irak
Die Minderheiten im Irak bestehen aus vielen ethnischen und religiösen Minderheiten. Laut der irakischen Verfassung stehen allen dort lebenden Minderheiten verbriefte Rechte zu. Ein Großteil davon lebt in den umstrittenen Gebieten des Nordiraks.
Gemäß Artikel 125 der irakischen Verfassung heißt es:

„Diese Verfassung garantiert die administrativen, politischen, kulturellen und grundbildenden Rechte der verschiedenen Nationalitäten, wie der Turkmenen, Chaldäer und Assyrer, und aller anderen Komponenten [= Nationalitäten]; dies wird durch Gesetz geregelt.“

Laut der Bayerischen Staatskanzlei heißt es anhand eines Urteils des Bayerischen Verwaltungsgerichts Bayreuth, durch Auskunft des Deutschen Orient-Institut:

„Die staatliche Erfassung der religiösen oder ethnischen Gruppen geht überwiegend nur auf die Benennung der größten Gruppen ein und fasst kleinere unter „andere“ zusammen. Bislang waren beispielsweise irakische Ausweise mit der Gruppenzugehörigkeit „arabisch“. „kurdisch“, „turkmenisch“, „chaldäisch“, „assyrisch“ oder „syrisch“ bzw. „andere“ versehen. Im Jahr 2016 wurden die Eintragungen aber auf „arabisch“. „kurdisch“ und „turkmenisch“ beschränkt.“

## Assyrer

Assyrisches Kind in traditioneller Kleidung

Die Assyrer betrachten sich als die Nachfahren der antiken Assyrer und als indigenes Volk Mesopotamiens und gehören dem orientalischen Christentum an.

## Turkmenen

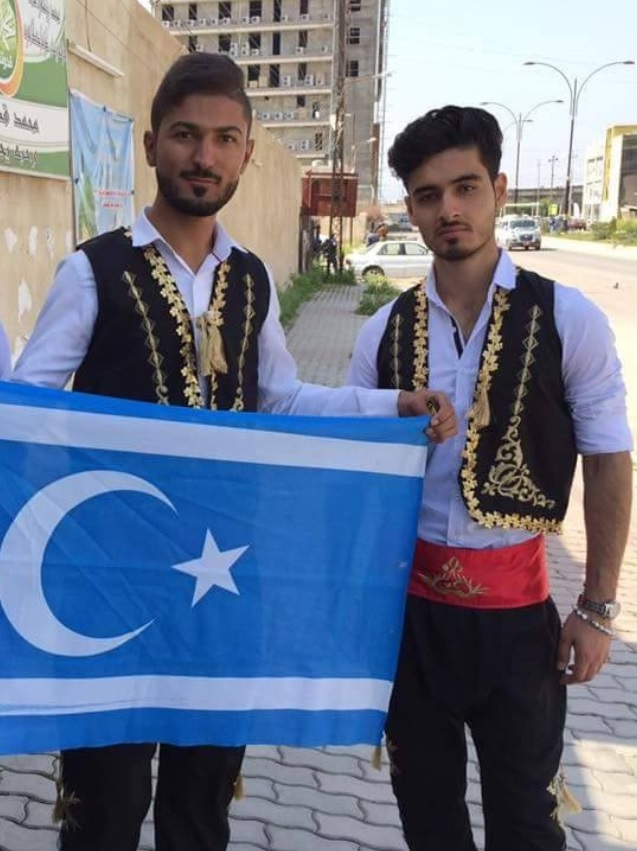
Irakisch-turkmenische Volkstänzer

Die irakischen Turkmenen sprechen eine Turksprache und bezeichnen ihre Siedlungsgebiete im Irak als Turkmeneli.

## Armenier

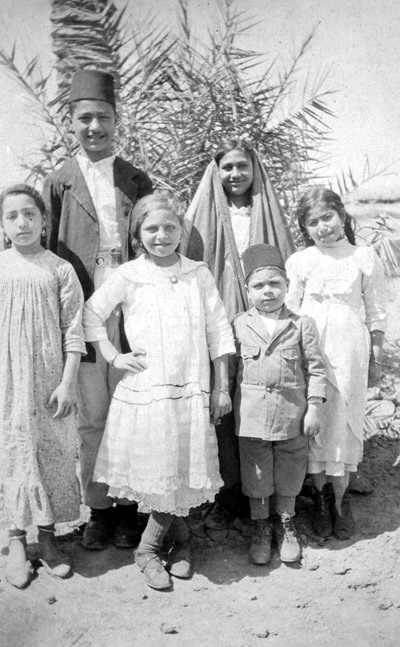
Armenische Kinder in Bagdad (1918)

Viele Armenier haben im heutigen Irak als Flüchtlinge aufgrund des Völkermords an den Armeniern Zuflucht gefunden. Teilweise stammen sie auch aus dem 17. Jahrhundert. Sie gehören alle einer christlichen Kirche an und sprechen Armenisch oder Kurdisch (im Nordirak) als Muttersprache.

## Jesiden

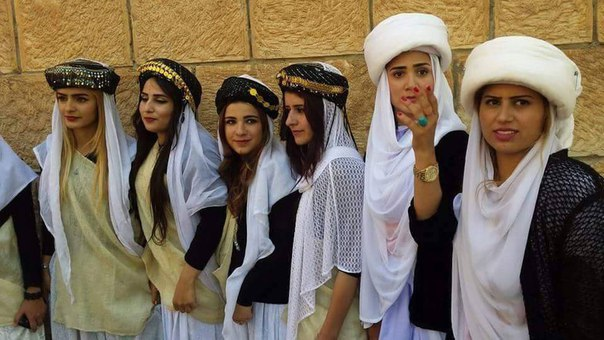
Jesidische Mädchen in traditioneller Kleidung

Die Jesiden sind eine religiöse Minderheit im Irak und betrachten sich teilweise als ethnische Kurden, teilweise als eigenständige separate Ethnie. Laut einem Bericht des Hochkommissar der Vereinten Nationen für Flüchtlinge ist es innerhalb der Jesiden und auch innerhalb der Kurden umstritten, ob die Jesiden ethnische Kurden sind oder eine eigenständige separate Ethnie. Die meisten Jesiden sprechen Kurmandschi als Muttersprache. Nur in den beiden Dörfern Baschiqa und Bahzani sprechen die Jesiden Arabisch als ihre Muttersprache.

## Schabak
Die Schabak sind eine religiöse Minderheit und werden meistens als Kurden betrachtet. Generell sind Schabak mehrsprachig, sie sprechen Gorani, Arabisch und Türkisch. Muttersprache der Schabak ist das Schabaki. Im Britischen Mandat Mesopotamien waren die Schabak bis 1952 als eigenständige Ethnie im Irak anerkannt. Später unter Saddam Husseins Herrschaft wurden sie als Araber registriert. In der neuen irakischen Verfassung werden sie nicht namentlich genannt. Laut einem Bericht der Menschenrechtsorganisation Human Rights Watch wird ihnen von den kurdischen Behörden eine kurdische Identität aufgezwungen. Während der Volkszählung von 1987 im Irak wurden die Schabak mit der Wahl der ethnischen Registrierung konfrontiert: Kurden oder Araber. Sie waren nicht in der Lage sich als separate Nation zu identifizieren. Laut Michiel Leezenberg bestehen die Schabak aus verschiedenen Stämmen und haben kurdische, arabische und turkmenische Abstammungen. Laut Auskunft des Auswärtigen Amtes ist eine offizielle Dokumentation der Zugehörigkeit der Schabak nicht bekannt.

## Mandäer
Die Mandäer sind eine religiöse Minderheit im Südirak und sprechen die Amtssprache Arabisch. Als sakrale Sprache verwenden sie die mandäische Sprache.

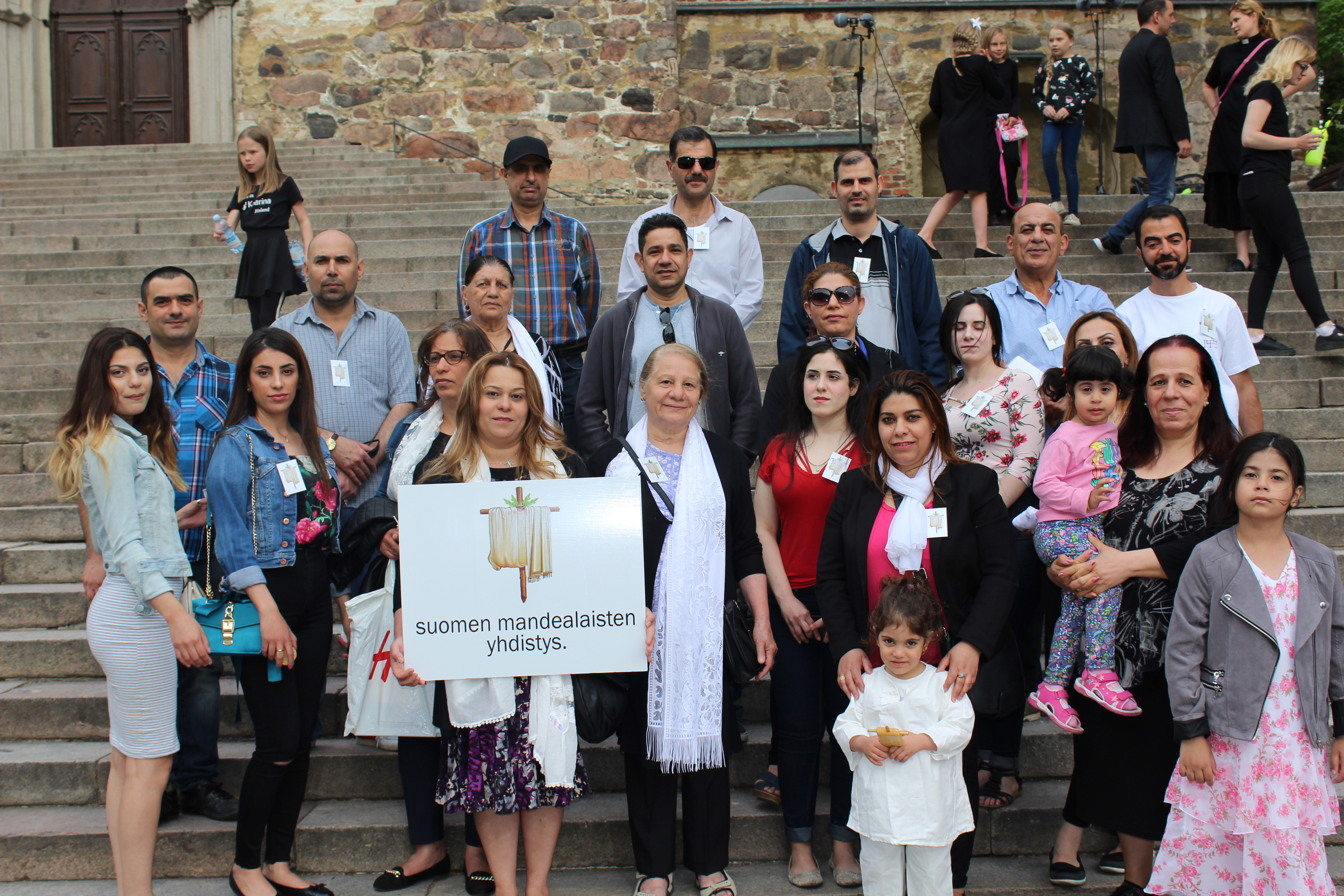
Mandäer vor dem Dom von Turku in Finnland

## Luren

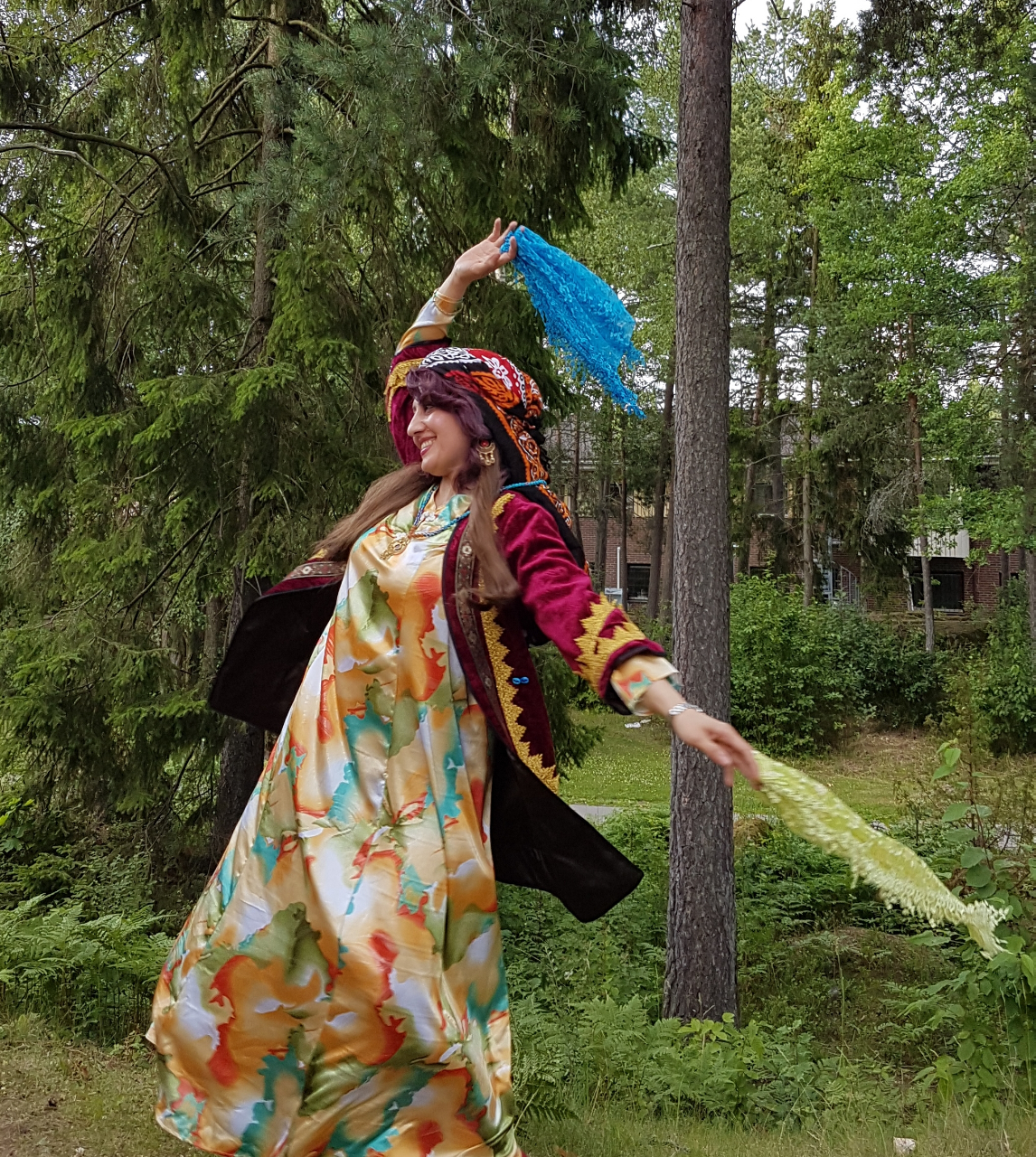
Eine lurische Tänzerin in traditioneller Kleidung

Die irakischen Luren sind ein iranisches Volk und sprechen die lurische Sprache. Faili-Luren, die auch als „Faili-Kurden“ bezeichnet werden, sind ein iranischer oder kurdischer Stamm und bezeichnen ihre Sprache als Faili.

## Ahl-e Haqq

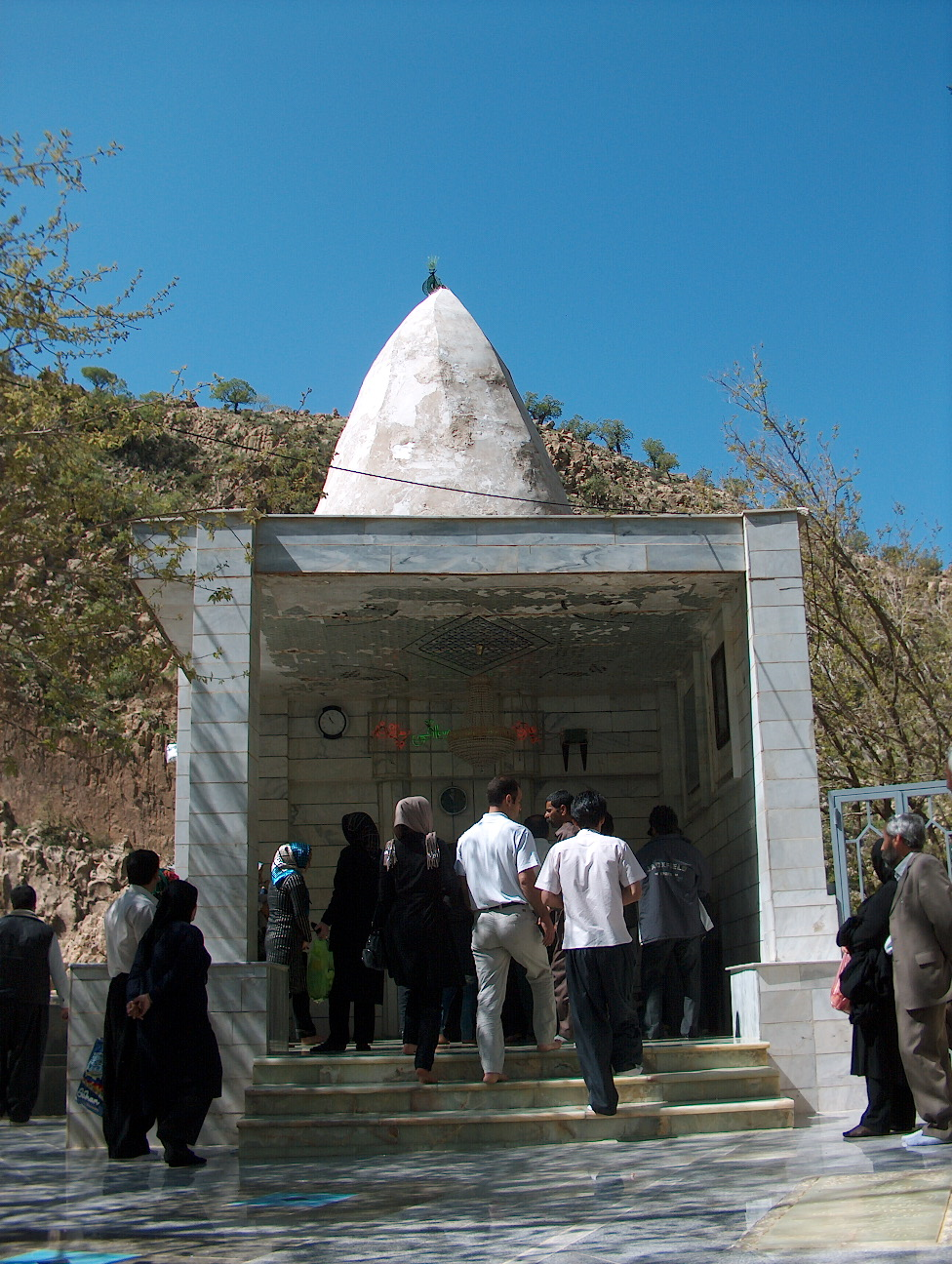
Ahl-e Haqq vor einem ihrer Heiligtümer, dem Grabmal des Baba Yadegar im Dorf Zarde

Die Ahl-e Haqq, die auch als Kaka'i oder Yarsan bezeichnet werden, sind eine religiöse Minderheit mit kurdischen, lurischen, persischen, arabischen und aserbaidschanischen Anhängern.